# Alfons Strasser
Alfons Strasser (* 5. August 1918 in Geisenhausen; † 10. September 1962 in Landshut) war ein deutscher Politiker der WAV und der FDP.

## Leben und Beruf
Nach dem Besuch der Volksschule wurde Strasser, aufgrund seiner Fähigkeiten, in einer Lederfabrik in Geisenhausen als Zuschneider angestellt. 1938 wurde er in den Reichsarbeitsdienst eingezogen, zuletzt als Vormann. Im Zweiten Weltkrieg nahm er als Soldat an den Feldzügen in den Niederlanden, Belgien und Frankreich sowie an einem zweijährigen Russlandeinsatz teil, nach letzterem zog er sich eine schwere Verwundung zu, wodurch sein Oberschenkel amputiert werden musste. 1944 ließ er sich in Landshut nieder, wo er als Grundstücks- und Hypothekenmakler arbeitete.

## Politik
1945 war Strasser Gründungsmitglied der FDP in München, aus der er bald jedoch wieder austrat. Dafür schloss er sich der WAV an und wurde für diese 1946 in den Bayerischen Landtag gewählt. Nachdem sich deren Fraktion im März 1949 aufgelöst hatte, schloss er sich zunächst der Freien Parlamentarischen Vereinigung und später wieder der FDP an. Mit Ende der Wahlperiode im November 1950 schied er aus dem Landtag aus.